# Beethoven Virus
Beethoven Virus (hangŭl: 베토벤 바이러스, latinizzazione riveduta: Betoben baireoseu) è una serie televisiva sudcoreana trasmessa su MBC dal 10 settembre al 12 novembre 2008.

## Trama
Kang Gun-woo (o Kang Mae) è un direttore d'orchestra rinomato a livello mondiale. A causa del suo perfezionismo, è una persona con cui è difficile lavorare e tutti i musicisti hanno paura di lui. Per caso, incontra Du Ru-mi, una violinista, e un giovane poliziotto suo omonimo, in grado di suonare anche se non ha mai studiato musica. I tre vengono presto coinvolti in un triangolo amoroso mentre Kang Mae cerca di salvare una piccola orchestra locale.

## Personaggi

### Personaggi principali
- Kang Gun-woo/Kang Mae, interpretato da Kim Myung-min.
Kang Gun-woo è un direttore d'orchestra quarantenne, che vive solo con il proprio cane Toven. È famoso per le sue ottime capacità musicali; crede che la musica classica, per la sua nobiltà, debba essere suonata soltanto da persone con vero talento, e per questo insulta spesso molti musicisti che secondo i suoi criteri non sono perfetti. Il suo soprannome è "assassino d'orchestra".
- Du Ru-mi, interpretata da Lee Ji-ah.
Nonostante il suo aspetto delicato, in realtà è irascibile, lunatica e ottimista. Il suo mal di testa e l'acufene sono sintomi di un tumore al nervo cocleare, un neurinoma dell'acustico che causa la perdita dell'udito. Il suo obiettivo principale, pertanto, è esibirsi sul palco con il suo violino finché continua a sentire i suoni.
- Kang Gun-woo, interpretato da Jang Geun-suk.
Kang Gun-woo è un ufficiale di polizia con un forte senso della giustizia attualmente sospeso dal servizio. Anche se non riesce a leggere la musica, ha un talento naturale nel suonare la tromba.

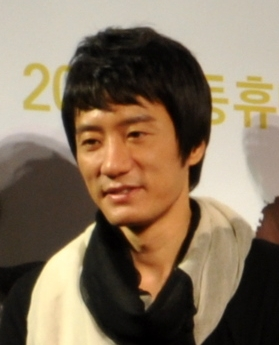
Kim Myung-min interpreta Kang Gun-woo/Kang Mae.
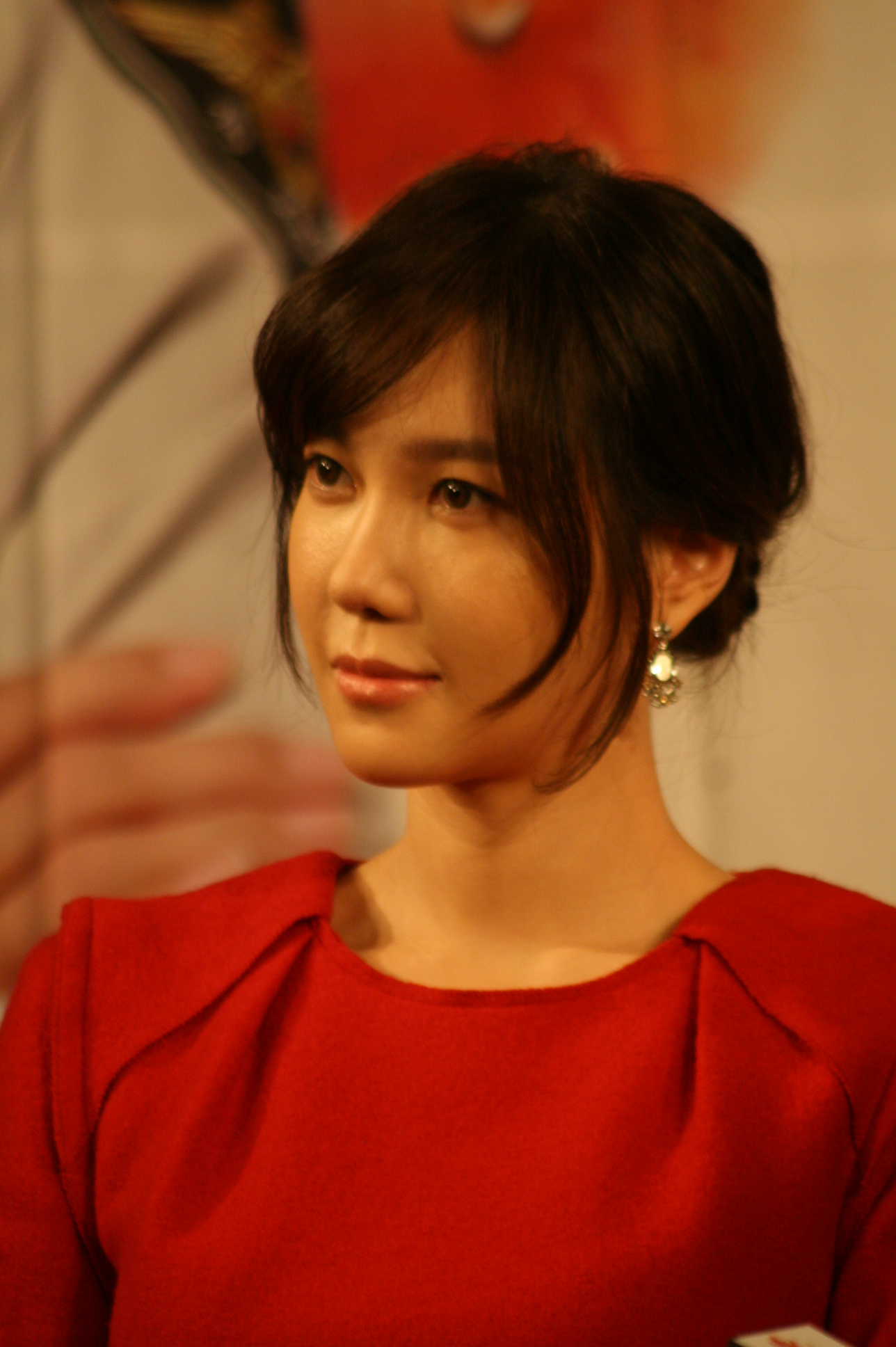
Lee Ji-ah interpreta Du Ru-mi.
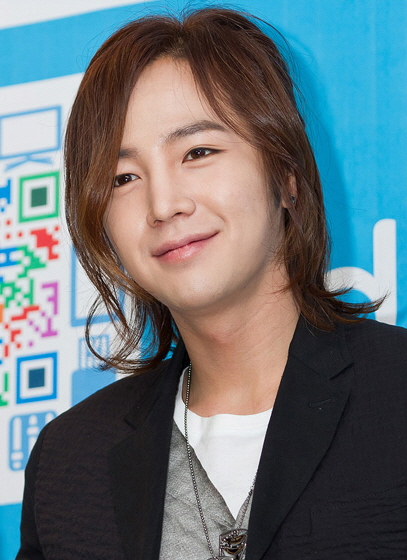
Jang Geun-suk interpreta il giovane Kang Gun-woo.

### Personaggi secondari
- Kim Gab-yong, interpretato da Lee Soon-jae.
- Ha Yi-deun, interpretata da Hyun Jyu-ni.
- Jung Hee-yun, interpretata da Song Ok-sook.
- Bae Yong-gi, interpretato da Park Chul-min.
- Park Hyuk-kwon, interpretato da Jung Suk-yong.
- Park Jin-man, interpretato da Lee Bong-gyu.
- Jung Myung-hwan, interpretato da Kim Young-min.
- Kim Joo-yeon, interpretata da Jo Se-eun.
- Kim Joo-hee, interpretata da Park Eun-joo.
- Kang Chun-bae, interpretato da Lee Han-wi.
- Kim Kye-jang, interpretato da Park Kil-soo.
- Moglie di Hyuk-kwon, interpretata da Hwang Young-hee.

## Riconoscimenti
- 2008 – Baeksang Arts Awards
  - Vinto – Miglior attore televisivo a Kim Myung-min.
  - Nomination – Miglior sceneggiatura a Hong Jin-ah e Hong Ja-ram.
  - Nomination – Miglior regia a Lee Jae-gyu.
  - Nomination – Miglior drama.
- 2008 – Grimae Awards
  - Vinto – Premio speciale a Song In-hyuk e Hong Sung-wook.
- 2008 – The National Assembly Society of Popular Culture & Media Awards
  - Vinto – Drama più popolare del 2008.
- 2008 – Broadcaster Awards
  - Vinto – Miglior performance in un programma a Kim Myung-min.
- 2008 – Korea Drama Awards
  - Vinto – Gran premio a Kim Myung-min.
- 2008 – Korean Producers and Directors' Awards
  - Vinto – Miglior drama.
- 2008 – MBC Drama Awards
  - Vinto – Sceneggiatore dell'anno a Hong Jin-ah e Hong Ja-ram.
  - Vinto – Premio speciale nella produzione a Lee Jae-gyu.
  - Vinto – Miglior nuovo attore a Jang Keun-suk.
  - Vinto – Premio dei produttori a Lee Soon-jae.
  - Vinto – Premio recitazione d'oro, ruolo di supporto a Park Chul-min.
  - Vinto – Premio recitazione d'oro, attrice veterana a Song Ok-sook.
  - Vinto – Drama dell'anno.
  - Vinto – Gran premio a Kim Myung-min.
  - Nomination – Miglior nuova attrice a Hyun Jyu-ni.
  - Nomination – Premio all'eccellenza per un'attrice a Lee Ji-ah.
  - Nomination – Premio alla massima eccellenza per un attore a Kim Myung-min.
- 2009 – Korean Broadcasting Association Awards
  - Vinto – Miglior attore a Kim Myung-min.
- 2009 – Seoul International Drama Awards
  - Vinto – Miglior miniserie.
  - Nomination – Miglior attore a Kim Myung-min.
- 2009 – International Drama Festival in Tokyo
  - Vinto – Premio speciale per un programma straniero.

## Distribuzioni internazionali
| Paese     | Canale/i        | Prima TV                          | Titolo adottato |
| --------- | --------------- | --------------------------------- | --- |
| Hong Kong | Drama 1         | 28 febbraio 2009-25 aprile 2009   | 貝多芬病毒 (Beethoven Virus) |
| Taiwan    | Drama Videoland | 14 settembre 2009-21 ottobre 2009 | 貝多芬病毒 (Beethoven Virus) |
| Malaysia  | 8TV             | 5 ottobre 2009-6 novembre 2009    | 情迷贝多芬 (Alla scoperta di Beethoven) |
| Filippine | Q Channel 11    | 12 aprile 2010                    | |
| Giappone  | Fuji TV         | 1º febbraio 2011                  | ベートーベン・ウィルス〜愛と情熱のシンフォニー〜 (Bētōben Virusu 〜 Ai to jōnetsu no shinfonī 〜?) (Beethoven Virus - Una sinfonia d'amore e passione) |